# Plim Plim, um Herói do Coração
Um Herói do Coração é uma série animada argentina criada por Smilehood,, emitida na Disney Junior pra 22 países na América Latina . Seu pré-lançamento ocorreu em 21 de setembro de 2011, e seu lançamento oficial em 1 de outubro do mesmo ano. A sua estreia no Brasil ocorreu no dia 23 de julho de 2012 na Disney Junior.
A série de televisão apresenta capítulos de 7 minutos e promove os valores humanos como solidariedade, honestidade, responsabilidade, hábitos positivos, ajuda ao próximo e respeito ao meio ambiente cuidando do nosso Planeta.
Esta animação segue as aventuras de 5 personagens que quando não conseguem realizar suas atividades na escola, são ajudados pelo seu amigo Herói. Ele e Tuni, um transporte mágico que funciona com alegria, viajam por um mundo de aventuras e diversão, onde todos podem aprender sorrindo.
O Herói é uma criança entusiasmada, corajosa e generosa. Suas histórias são contadas em forma de fábulas e incluem traços visuais e musicais, gerando um conteúdo para várias audiências, que também inclui pais e professores.
Para esta série foi criado um estilo musical chamado FunKids, misturando diversos ritmos e estilos como o funk, música de circo e dos Balcãs.

## Personagens da série
Personagens mágicos
Herói: É um palhaço, herói e mago. É o único humano na história que aparece como num passe de mágica desde um mágico espaço-tempo. Ele é generoso, corajoso, entusiasta e bem-intencionado. A sua frase característica é “Claro que Sim!”.
Wichi Wi: É um passarinho companheiro e mensageiro do Herói. Sua língua soa como o seu próprio nome, mas assobiado. Ele transmite mensagens do Herói e pertence ao mesmo mundo mágico. Ninguém sabe como ele aparece ou como vai embora. É o nexo entre o Herói e as crianças, portanto interage com eles. Às vezes é um pouco desajeitado.
Tuni: É o transporte mágico e seu combustível é a alegria. É um carro que se transforma em avião, helicóptero, barco, submarino e máquina de aventuras, de acordo com as necessidades do desafio que vão superar juntos.
Outros personagens
Nesho: É um elefante laranja. Seu nome é de origem oriental. É intelectual, lento, dedutivo, inteligente, estruturado, organizado, e memorialista. Seu instrumento favorito é a tuba. Sua frase é “Que interessante!”.
Bam: É um urso doce, meigo, engraçado e sensorial. Seu nome é de origem latina. Seu instrumento favorito é o tambor ou bateria. Sua frase é “Que delícia!”.
Acuarella: É uma coelhinha amarela que gosta de artes com pincel e o spray. É alegre, criativa, sonhadora, namoradeira, porém distraída, esquecida e muitas vezes perde a concentração facilmente. Seu instrumento favorito é o xilofone e piano . Sua frase é “Amo!”.
Mei-Li: É uma gatinha rosa. É coquete, dinâmica, atlética, vigorosa, mas também ansiosa. Ele faz tudo muito rápido. Seu nome é de origem chinesa e significa "bela". Seu instrumento favorito é o keytar, e sua frase é “Sim! Yaahh! Yaahh! Yaahh!”.
Hoggie: Um porco que gosta de contradizer todo o mundo. Ele se caracteriza por ser mal-humorado, resmungão, reclamador e bravo. Seu nome é de origem anglo-saxônica e significa "porquinho" em inglês. Ele é esportista e músico. Seu instrumento favorito é o saxofone. Sua frase é “Eu também não!”.
Arafa: É uma girafa adulta, maestra meiga, doce, carinhosa e maternal. É o único adulto nas histórias. Seu nome significa "girafa" em suaíli (grupo étnico Africano). Ela aporta o seu quinhão do bom senso e cuidado maternal. Sua frase é “Boa sorte!”.
Sol: Enxerga tudo ao seu redor e acompanha as ações dos personagens com seus gestos.

## Os criadores
Guillermo Pino e Claudio Pousada são os criadores da série. Ambos possuem uma vasta trajetória no campo da produção televisiva, da creatividade e do desenho. Eles fundaram Smilehood com o alvo de promover valores humanos e mensagens positivas através dos seus produtos.

## Capítulos do Herói do Coração
| PORTUGUES                         |
| --------------------------------- |
| 01 / Aniversário Mágico           |
| 02 / Um presente para Arafa       |
| 03 / As Palavras Mágicas          |
| 04 / Um, Dois, Três, Vamos Tocar! |
| 05 / Um Dia de Piquenique         |
| 06 / Vamos Fazer um Bolo          |
| 07 / O Aniversário da Mei Li      |
| 08 / Barquinhos de Papel          |
| 09 / As Flores da Mei Li          |
| 10 / A Boneca Perdida             |
| 11 / Biscoitos Deliciosos         |
| 12 / Fotografias e Risadas        |
| 13 / Regando Juntos               |
| 14 / O Aniversário do Hoggie      |
| 15 / Que Lindo É o Nosso Lar      |
| 16 / Balões e Mais Balões         |
| 17 / A Coroa do Rei               |
| 18 / Aprendemos sobre Rodas       |
| 19 / Pipas no Ar                  |
| 20 / Boneco de Neve               |

Os episódios narram as aventuras do Herói, uma criança com características de um palhaço, herói e mago, que acompanha os seus amigos e ensina, com exemplos, os valores positivos e como cuidar do nosso Planeta.
O palhaço Herói, enfatiza a essência particular de cada um dos valores, analisa os matizes que os diferenciam e potencializa suas particularidades para obter um ensinamento simples, direto e eficaz, mantendo um equilíbrio dinâmico entre a aprendizagem e o entretenimento.

## Dublagem
| Personagem          | Vozes em português |
| ------------------- | ------------------ |
| Plim Plim           | Bianca Alencar     |
| Nesho               | Fabio Lucindo      |
| Bam                 | Matheus Ferreira   |
| Acuarella           | Isabela Guarnieri  |
| Mei Li              | Tess Amorim        |
| Hoggie              | Vinni Takahashi    |
| Arafa               | Angelica Santos    |
| Tradutor            | Denise Simonetto   |
| Diretor de Dublagem | Yuri Chesmann      |
| Técnico de Gravação | Wellington Batista |
| Edição & Mixagem    | Damián Seoane      |

Músicas em português
| Função                          | Nome e sobrenome |
| ------------------------------- | ---------------- |
| Cantora                         | Letizia Santos   |
| Cantora                         | Gabriela Milani  |
| Cantor                          | Matheus Ferreira |
| Diretor Musical                 | Cidalia Castro   |
| Técnico de Gravação das Canções | Andre Luis Mota  |

## Mídia
- Um Herói do Coraçãoestreia nessa segunda no Disney Junior
- Um Herói do Coração
- O canal infantil Disney Junior exibe a nova série Um Herói do Coração
- Disney Junior estreia desenho animado argentino
- Novidades na programação do Disney Junior[ligação inativa]
- Em julhoestreia Um Herói do Coração no Disney Channel
- Plim Plim Noticias Terra
- Um novo herói nasce
- Uma animação no universo da Disney
- Produtor que a criatividade exportações
- Plim Plim no Disney
- O herói argentino[ligação inativa]
- O herói argentino que triunfa na América
- Série de animação criada pelo estúdio de design argentino